# 要回教，不要回教党

Nurcholish Madjid at a program in Jakarta in 1998 (white shirt from the left)

要回教，不要回教党，是印度尼西亚穆斯林学者努尔霍利斯·马吉德于1970年在雅加达伊斯迈·马祖基公园演讲时提出的口号。这个口号很快成为印度尼西亚的流行语，有助于反驳投票反对伊斯兰政党对穆斯林来说是有罪的观念。

## 背景
20世纪50年代，印度尼西亚的伊斯兰政党宣扬穆斯林应该只投票给伊斯兰政党的观点。许多穆斯林神职人员参加了竞选，强调了一种传播伊斯兰选票与选民“来世天堂”联系在一起的理念的做法。正是在这种背景下，著名穆斯林学者努尔霍利斯·马吉德在20世纪70年代提出了“要回教，不要回教党”的口号。这个口号变得非常受欢迎，并最终让穆斯林选民将他们的宗教与政治倾向分开。此后，印度尼西亚的穆斯林变得更加愿意为世俗政党投票。

## 理论指导
马吉德坚持认为伊斯兰国家、伊斯兰政党或伊斯兰意识形态的事务没有什么神圣之处，因此认为穆斯林不应因他们对这些世事问题的世俗化看法而受到指责。 
他批评将人类组织（例如政党）与神相结合的想法，因为这些组织声称自己的微小利益获得了神的认可。 他认为，利用伊斯兰教名义将人类议程与神的意志等同起来的政党就是偶像崇拜。他认为伊斯兰教和伊斯兰政党并不相同，因为伊斯兰教不能被简化为纯粹的政治意识形态。在马吉德看来，将伊斯兰教和伊斯兰政党等同起来不仅是错误的，而且是危险的。因为如果有天发生这种情况，伊斯兰政党的政客犯下令人发指的行为，那么伊斯兰教作为一种宗教就应该受到谴责。同样，如果一个伊斯兰政党失败了，那么伊斯兰教也会被视为失败。在此背景下，马吉德认识到政治制度伊斯兰化的谬误，提出了这一口号，作为对一些伊斯兰社群的批评，这些社群使伊斯兰政党在印度尼西亚人民眼中合法和神圣。